# University of Labour
Die University of Labour ist eine private, staatlich anerkannte Fachhochschule in Frankfurt am Main.

## Geschichte

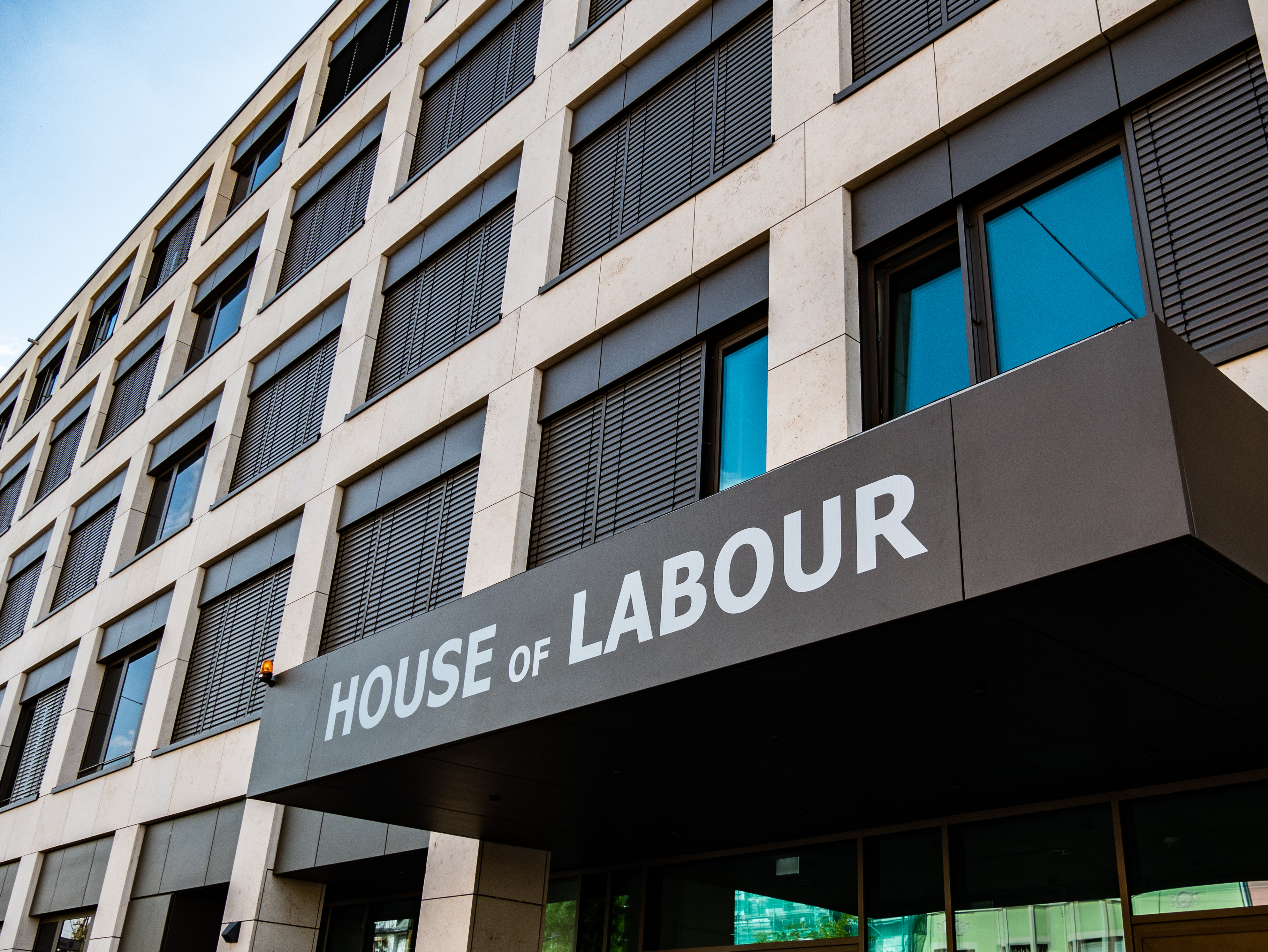
House of Labour, Eschersheimer Landstraße 155/157, Frankfurt am Main, Sitz der University of Labour

Die University of Labour wurde 2021 von der IG Metall und dem DGB in Frankfurt am Main gegründet und im April 2021 vom Hessischen Ministerium für Wissenschaft und Kunst als Fachhochschule anerkannt.

## Studium
Es werden drei Studiengänge angeboten:
- Angewandte Betriebswirtschaftslehre. Arbeitsbeziehungen und soziale Nachhaltigkeit (Bachelor of Arts)
- Angewandte Bildungswissenschaften. Humane Arbeit und Personalentwicklung (Bachelor of Arts)
- Arbeitsrecht (Bachelor of Law)

Alle Studiengänge folgen einem berufsintegrativen Studienmodell.
Zusätzlich werden Weiterbildungskurse angeboten.